# 羅氏角魴鮄
羅氏角魴鮄，為輻鰭魚綱鮋形目牛尾魚亞目角魚科的其中一種，分布於西太平洋區的諾福克島海域，棲息深度420-460公尺，體長可達15.2公分，為底棲性魚類，屬肉食性。

## 擴展閱讀
維基物種上的相關：羅氏角魴鮄